# کلودیوس بومبارناک
کلودیوس بومبارناک (فرانسوی: Claudius Bombarnac‎) یک داستان ماجراجویی نوشته شده توسط ژول ورن نویسندهٔ شهیر فرانسوی است، ماجرای کتاب دربارهٔ یک خبرنگار به نام کلودیوس بومبارناک است که مقرر شده تا یک گزارش سفر اختصاصی زمینی را تهیه کند و به پوشش سفر به وسیلهٔ خط راه‌آهن گراند ترانساس‌یاتیک بپردازد که مسیر حرکت آن بین شهر اوزون‌آدا ترکستان و پکن چین می‌باشد.
همسفران او در این سفر ماجرایی افراد جالبی هستند، یکی از آن‌ها شخصی است که قصد دارد رکورد جهانی را جابجا کند، و دیگری در حقیقت یک مسافر قاچاقی است، کلودیوس به دلیل اینکه می‌خواهد داستان او یک سفرنامهٔ خسته‌کننده نباشد تصمیم می‌گیرد که یکی از این شخصیت‌ها را قهرمان کتاب خودش کند، او تقریباً ناامید می‌شود وقتی که یک نیروی گارد ویژه به مسافران قطار اضافه می‌شود که گفته شده حاملین یک مأمور عالی‌رتبهٔ بزرگ هستند، مأمور بزرگ در واقع در حال بازگشت از ایران به سمت کشورش چین می‌باشد، با توجه به این موضوعات قطار باید مسیری طولانی از سفر خود را در بخش‌های زیادی از کشور چین طی نماید که تحت کنترل رئیس بزرگ دزدان بی‌پروای این منطقه است، قبل از اینکه سفر به پایان برسید کلودیوس قهرمان خودش را بالاخره می‌یابد.

## نگارخانه

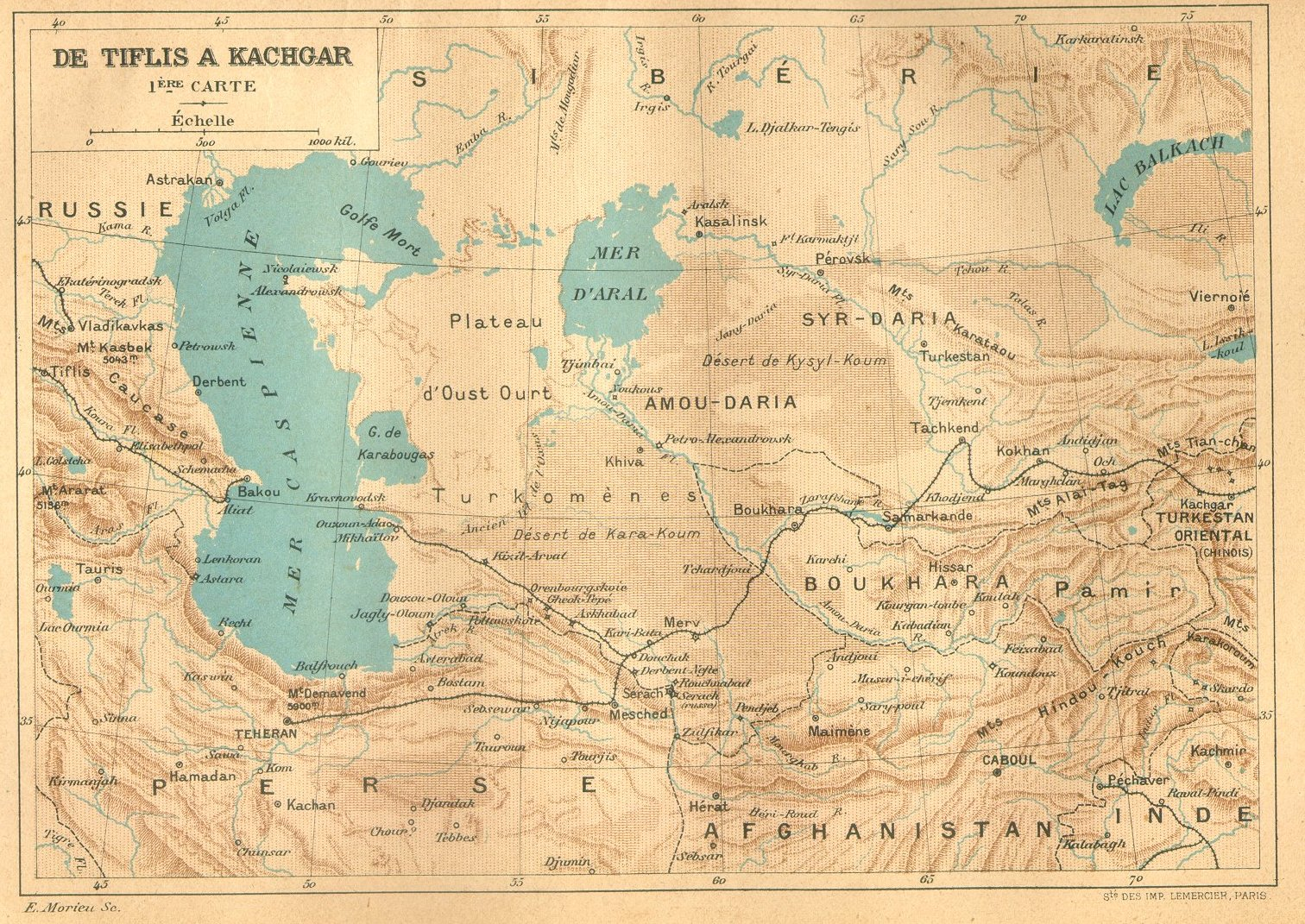
تفلیس، اولین نقشهٔ بومبارناک
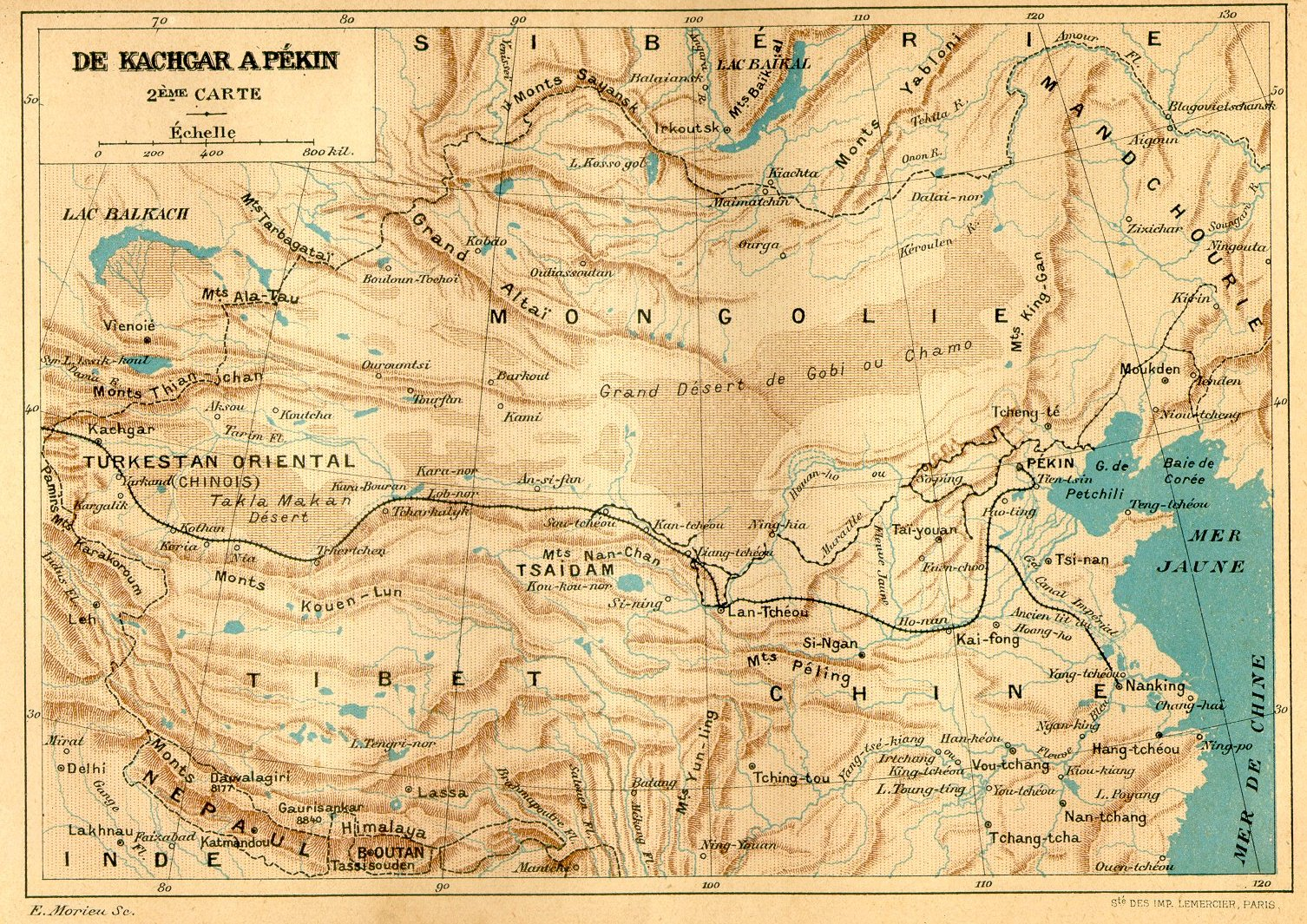
دومین نقشهٔ سفر بومبارناک که از منطقهٔ راهزنان و دزدان می‌گذرد
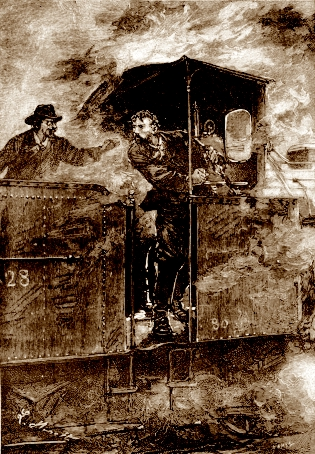
یک طراحی از کتاب کلودیوس بومبارناک ژول ورن